# Округ Хавф
Хавф (арап. حماة‎ Hawf је округ у Јемену,а налази се у покрајини Ал Махра.
Овај округ је познат по томе што је од 1967. и током 1970-их служио као база за обуку Оманских побуњеника који су од Јужног Јемена добијали финансијску и материјалну помоћ током Дофарског рата. 
Хавф је 2002. године био предложен да постане светска баштина под заштитом Унеска али тренутни статус није потврђен.